# Обершайнфельд
Обершайнфельд (нім. Oberscheinfeld) — громада в Німеччині, розташована в землі Баварія. Підпорядковується адміністративному округу Середня Франконія. Входить до складу району Нойштадт-на-Айші–Бад-Віндсгайм. Складова частина об'єднання громад Шайнфельд.
Площа — 42,27 км2. Населення становить 1110 ос. (станом на 31 грудня 2020).

## Галерея

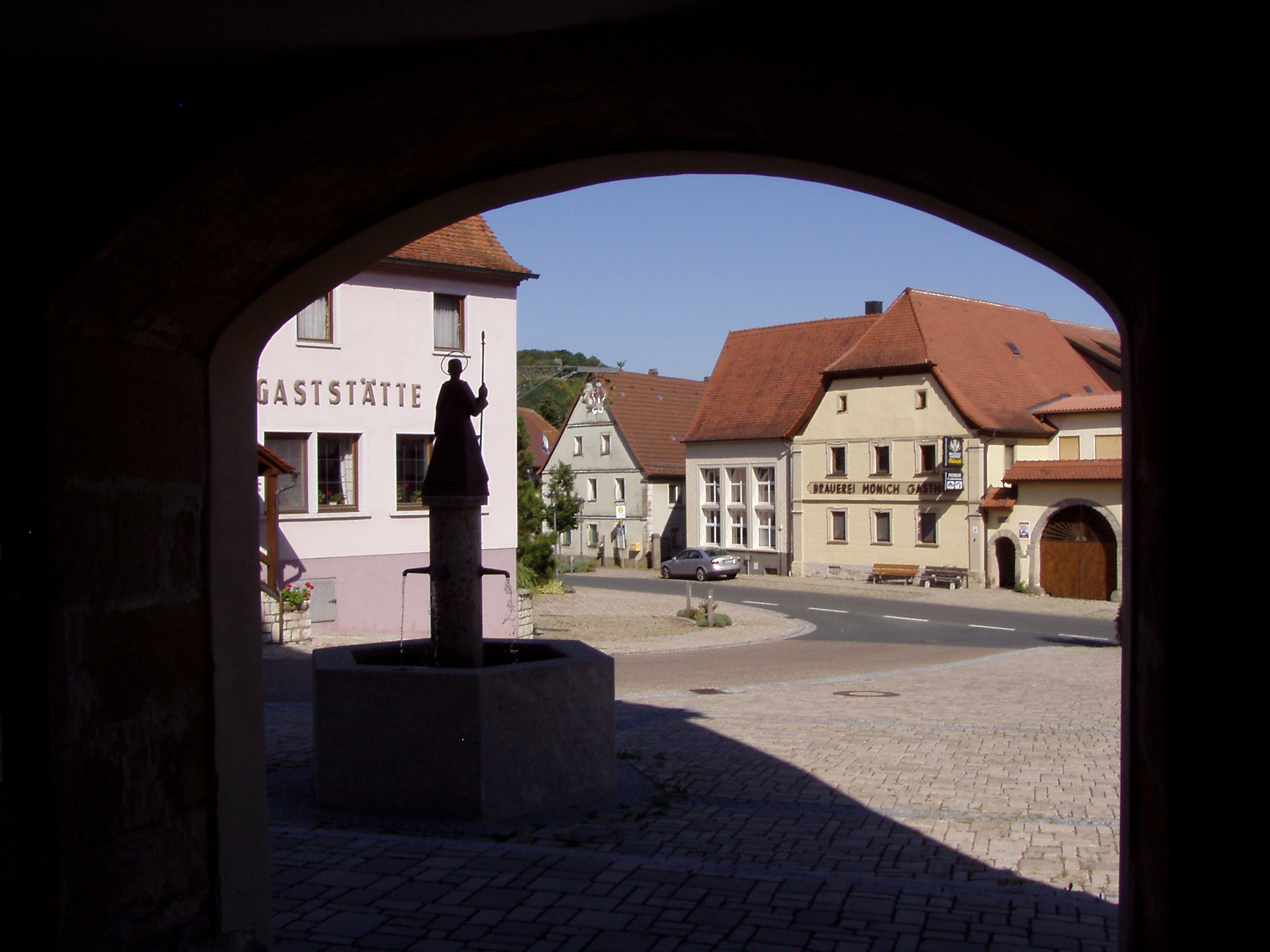
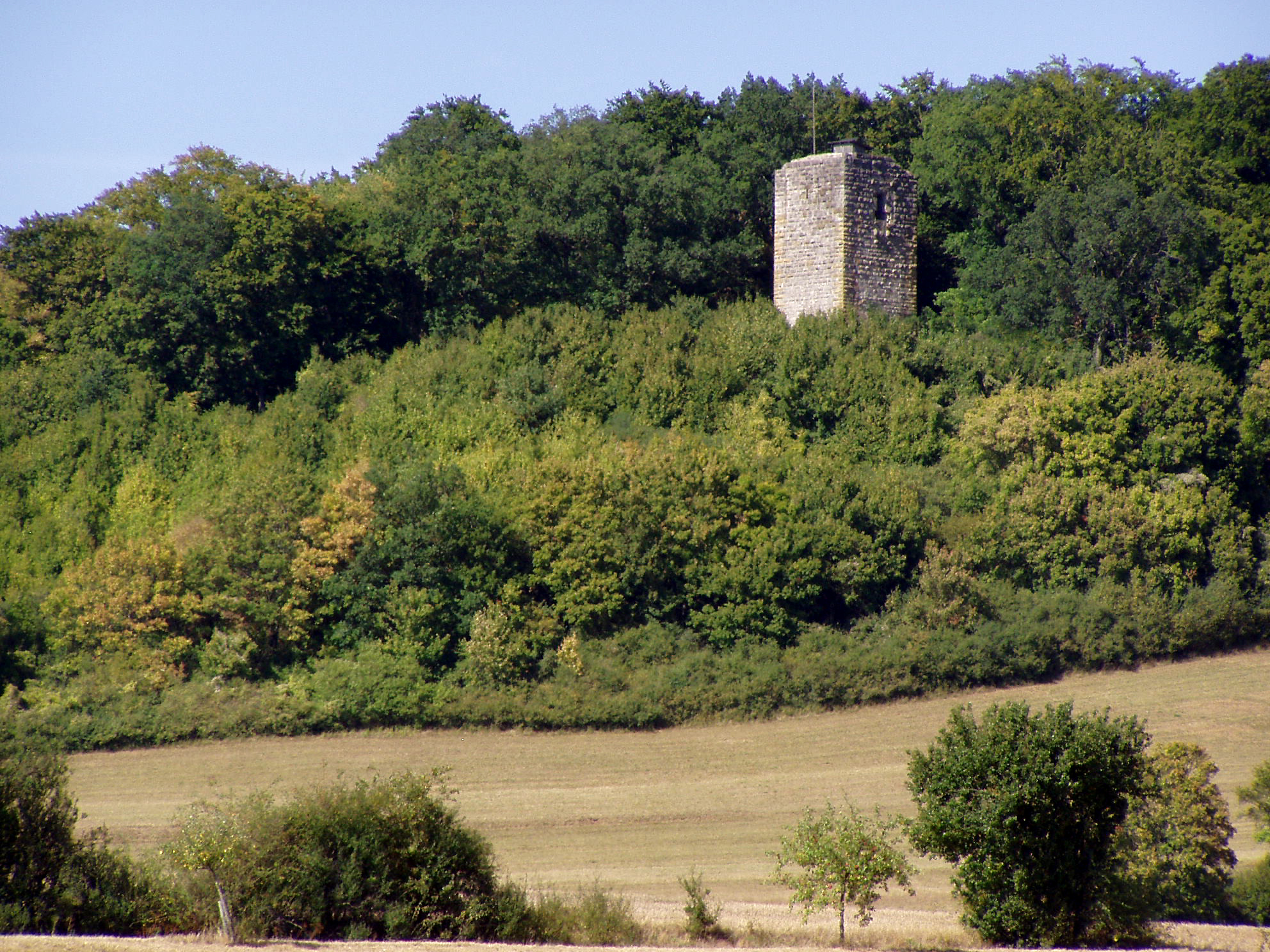
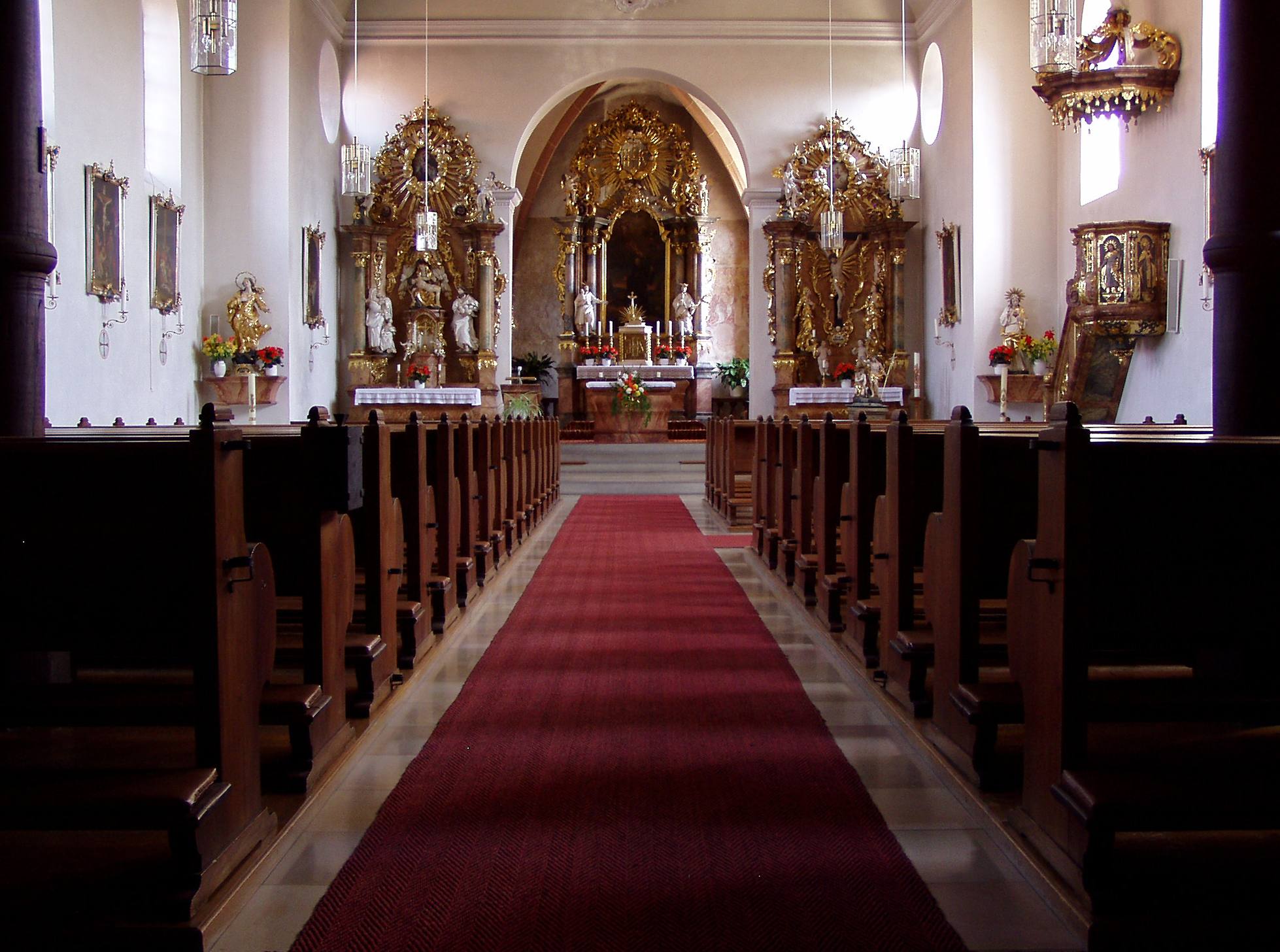